# وزارة إبراهيم عبد الهادي باشا
وزارة إبراهيم عبد الهادي باشا هي الوزارة الثانية والستون في مصر، صدر المرسوم الملكي بتشكيلها في 28 ديسمبر 1948.:487:492

## أعضاء الحكومة
| الوزارة                                   | الوزير                          |
| ----------------------------------------- | ------------------------------- |
| رئيس مجلس الوزراء ووزير الداخلية والمالية | إبراهيم عبد الهادي باشا         |
| وزير الخارجية                             | إبراهيم دسوقي أباظة باشا        |
| وزير العدل                                | أحمد مرسي بدر بك                |
| وزير الأشغال العمومية                     | أحمد عبد العفار باشا            |
| وزير الحربية والبحرية                     | محمد حيدر باشا                  |
| وزير الصحة العمومية                       | نجيب إسكندر باشا                |
| وزير المعارف العمومية                     | عبد الرازق السنهوري باشا        |
| وزير الشئون الاجتماعية                    | جلال فهيم باشا                  |
| وزير الأوقاف                              | الشيخ علي عبد الرازق باشا       |
| وزير الزراعة                              | عباس أبو حسين باشا              |
| وزير المواصلات                            | رياض عبد العزيز سيف النصر بك    |
| وزير التموين                              | عبد الحميد عبد الحق             |
| وزير التجارة والصناعة                     | ممدوح رياض                      |
| وزير دولة                                 | طه محمد عبد الوهاب السباعي باشا |
| وزير دولة                                 | محمد حسن باشا                   |
| وزير دولة                                 | مصطفى مرعي بك                   |

## تعديلات
- في 15 يناير 1949 أسندت وزارة المالية إلى حسين فهمي بك.[2]:504
- في 27 فبراير 1949 أسندت وزارة الخارجية إلى أحمد خشبة باشا.[2]:335 وأسندت وزارة المواصلات إلى إبراهيم الدسوقي أباظة باشا.[2]:540